# Eleição municipal do Crato em 2000
A eleição municipal de 2000 em Crato aconteceu em 1 de outubro de 2000, com o objetivo de eleger prefeito e vice-prefeito da cidade e membros da Câmara de Vereadores.
O prefeito titular era Moacir Siqueira, do PSDB, que assumiu após a morte do titular, Raimundo Bezerra, portanto, se encontrava apto á concorrer a reeleição. Quatro candidatos concorreram à prefeitura do Crato. Walter Peixoto, do PPB, foi eleito com 49,07% dos votos.

## Candidatos
Nota: a tabela a seguir está organizada por ordem alfabética de candidatos.
| Prefeito(a)     | Prefeito(a) | Prefeito(a) | Vice-prefeito(a)                  | Vice-prefeito(a) | Vice-prefeito(a) | Coligação                                            | Nº |
| Candidato(a)    | Partido     | Partido     | Candidato(a)                      | Partido          | Partido          | Coligação                                            | Nº |
| --------------- | ----------- | ----------- | --------------------------------- | ---------------- | ---------------- | ---------------------------------------------------- | -- |
| Maria Guedes    |             | PT          | Cícero Erivaldo de Lima           |                  | PSB              | (PT / PSB / PCdoB)                                   | 13 |
| Moacir Siqueira |             | PSDB        | Francisco de Freitas Justo Júnior |                  | PMDB             | "Crato Vencendo desafios" (PSDB / PSC / PRTB / PMDB) | 45 |
| Walter Peixoto  |             | PP          | Samuel Araripe                    |                  | PPS              | "Melhor para o Crato" (PPB / PPS)                    | 11 |
| Zé Adega        |             | PDT         | Francisco Hélio de Sousa          |                  | PDT              | Sem coligação                                        | 12 |

Fonte: 

## Resultados

### Prefeito
| Partido | Partido | Candidato       | Votos  | Votos (%) |
| ------- | ------- | --------------- | ------ | --------- |
|         | PPB     | Walter Peixoto  | 23 433 | 49,07%    |
|         | PSDB    | Moacir Siqueira | 17 131 | 35,88%    |
|         | PT      | Maria Guedes    | 4 967  | 10,4%     |
|         | PDT     | Zé Adega        | 2 220  | 4,65%     |
| Totais  | Totais  | Totais          | 47 751 |           |
| Fonte:  |         |                 |        |           |

### Vereadores eleitos
| Candidato(a)        | Partido | Votação     | Votação |
| Candidato(a)        | Partido | Porcentagem | Total   |
| ------------------- | ------- | ----------- | ------- |
| Helder França       | PPS     | 2,167%      | 1.087   |
| Florisval           | PV      | 1,9%        | 953     |
| Francisco Bezerra   | PMDB    | 1,846%      | 926     |
| Francisco Tavares   | PL      | 1,822%      | 914     |
| Edmilson Ferreira   | PSDB    | 1,784%      | 895     |
| Valberto Esmeraldo  | PL      | 1,772%      | 889     |
| Darcio Luís         | PSDB    | 1,766%      | 886     |
| Antônio Leite       | PSDB    | 1,742%      | 874     |
| Gilson Alves        | PL      | 1,645%      | 825     |
| Edvardo Ribeiro     | PSDB    | 1,607%      | 806     |
| André Barreto       | PSDB    | 1,603%      | 804     |
| Valter Bezerra      | PMDB    | 1,561%      | 783     |
| Guilherme Esmeraldo | PDT     | 1,555%      | 780     |
| Valdetario Brito    | PT      | 1,537%      | 771     |
| Ailton Esmeraldo    | PV      | 1,505%      | 755     |
| Antônio Brasil      | PDT     | 1,483%      | 744     |
| Raimundo Amadeu     | PT      | 1,228%      | 616     |
| Luiz Limaverde      | PDT     | 1,114%      | 559     |
| Apolinário Neto     | PP      | 0,995%      | 499     |
| Humberto Tavares    | PSD     | 0,973%      | 488     |
| Wellington Brandão  | PSD     | 0,909%      | 456     |